# Landtags- und Gemeinderatswahl in Wien 1991
- SPÖ: 52
- GRÜNE: 7
- ÖVP: 18
- FPÖ: 23

Die Landtags- und Gemeinderatswahl in Wien 1991 wurde am 10. November 1991 durchgeführt, wobei die Sozialdemokratische Partei Österreichs (SPÖ) als einer der beiden Wahlverlierer aus der Wahl hervorging. Die SPÖ verlor dabei 7,1 Prozentpunkte und 10 Mandate, konnte jedoch mit 47,8 % und 52 von insgesamt 100 Mandaten die absolute Mandatsmehrheit halten. Die Österreichische Volkspartei (ÖVP) erlitt noch stärkere Verluste und stürzte um 10,4 Prozentpunkte auf einen Stimmenanteil von 18,1 % ab. Zudem verlor die ÖVP zwölf Mandate und stellte in der Folge nur noch 18 Mandatare im Wiener Landtag und Gemeinderat, womit sie ihr bis dahin schlechtestes Landtagswahlergebnis in Wien verbuchte. Von den Verlusten der beiden Parteien profitierte die Freiheitliche Partei Österreichs (FPÖ) am stärksten. Sie gewann 12,8 Prozentpunkte hinzu und konnte ihren Stimmenanteil damit auf 22,5 % mehr als verdoppeln. Durch die starken Stimmengewinne konnte die FPÖ zudem 15 Mandate hinzugewinnen und mit insgesamt 23 Mandaten erstmals in Wien die ÖVP überholen. Zu den Wahlgewinnern zählte auch die Grüne Alternative Wien (GA), die ein Plus von 4,7 Prozentpunkten erreichte und mit 9,1 % sowie sieben Mandaten erstmals in den Wiener Landtag und Gemeinderat einzog. Die Vereinten Grünen Österreichs (VGÖ) scheiterten hingegen mit 1,8 % ebenso am Einzug in den Landtag wie die Kommunistische Partei Österreichs (KPÖ) mit 0,6 % (nach Fall des eisernen Vorhanges) ihrem bis dahin niedrigsten Ergebnis in einer Wiener Gemeinderatswahl und die SOS – Bürgerprotestliste „Das Boot ist übervoll“ (SOS) mit 0,1 %.
Der Wiener Landtag und Gemeinderat der 15. Wahlperiode konstituierte sich in der Folge am 9. Dezember 1991 und wählte nach der Angelobung die Landesregierung Zilk III, die 1994 von der Landesregierung Häupl I abgelöst wurde.

## Ergebnisse
|                                                        | Ergebnisse 1991 | Ergebnisse 1991 | Ergebnisse 1991 | Ergebnisse 1987  | Ergebnisse 1987  | Ergebnisse 1987  | Differenzen   | Differenzen   | Differenzen   |
| ------------------------------------------------------ | --------------- | --------------- | --------------- | ---------------- | ---------------- | ---------------- | ------------- | ------------- | ------------- |
| Wahlberechtigte                                        | 1.125.058       | 1.125.058       | 1.125.058       | 1.131.000        | 1.131.000        | 1.131.000        | − 5.942       | − 5.942       | − 5.942       |
| Wahlbeteiligung                                        | 65,42 %         | 65,42 %         | 65,42 %         | 63,70 %          | 63,70 %          | 63,70 %          | + 1,72 %-Pkte | + 1,72 %-Pkte | + 1,72 %-Pkte |
|                                                        | Stimmen         | %               | Mand.           | Stimmen          | %                | Mand.            | Stimmen       | %-Pkte        | Mand.         |
| Abgegebene Stimmen                                     | 735.990         |                 |                 | 720.477          |                  |                  | + 15.513      |               |               |
| Ungültig                                               | 17.684          | 2,40 %          |                 | 22.476           | 3,12 %           |                  | − 4.792       | − 0,72        |               |
| Gültig                                                 | 718.306         | 97,60 %         |                 | 698.001          | 96,88 %          |                  | + 20.305      | + 0,72        |               |
| Partei                                                 |                 |                 |                 |                  |                  |                  |               |               |               |
| Sozialdemokratische Partei Österreichs (SPÖ)           | 343.403         | 47,81 %         | 52              | 383.368          | 54,92 %          | 62               | − 39.965      | − 7,11        | − 10          |
| Österreichische Volkspartei (ÖVP)                      | 129.678         | 18,05 %         | 18              | 198.244          | 28,40 %          | 30               | − 68.566      | − 10,35       | − 12          |
| Freiheitliche Partei Österreichs (FPÖ)                 | 161.904         | 22,54 %         | 23              | 67.815           | 9,72 %           | 8                | + 94.089      | + 12,82       | + 15          |
| Grüne Alternative Wien (GA)                            | 65.245          | 9,08 %          | 7               | 30.713           | 4,40 %           | 0                | + 34.532      | + 4,68        | + 7           |
| Vereinte Grüne Österreichs (VGÖ)                       | 13.035          | 1,81 %          | 0               | 5.878            | 0,84 %           | 0                | + 7.157       | + 0,97        | ± 0           |
| Kommunistische Partei Österreichs (KPÖ)                | 4.598           | 0,64 %          | 0               | 11.983           | 1,72 %           | 0                | − 7.385       | − 1,08        | ± 0           |
| SOS – Bürgerprotestliste „Das Boot ist übervoll“ (SOS) | 443             | 0,06 %          | 0               | nicht kandidiert | nicht kandidiert | nicht kandidiert | + 443         | + 0,06        | ± 0           |
| Gesamt                                                 | 718.306         | 100,00 %        | 100             | 698.001          | 100,00 %         | 100              | + 20.305      |               |               |